# Dolicol monofosfato
Dolicol monofosfato es un alcohol graso.